# Neri Sottoli/2014

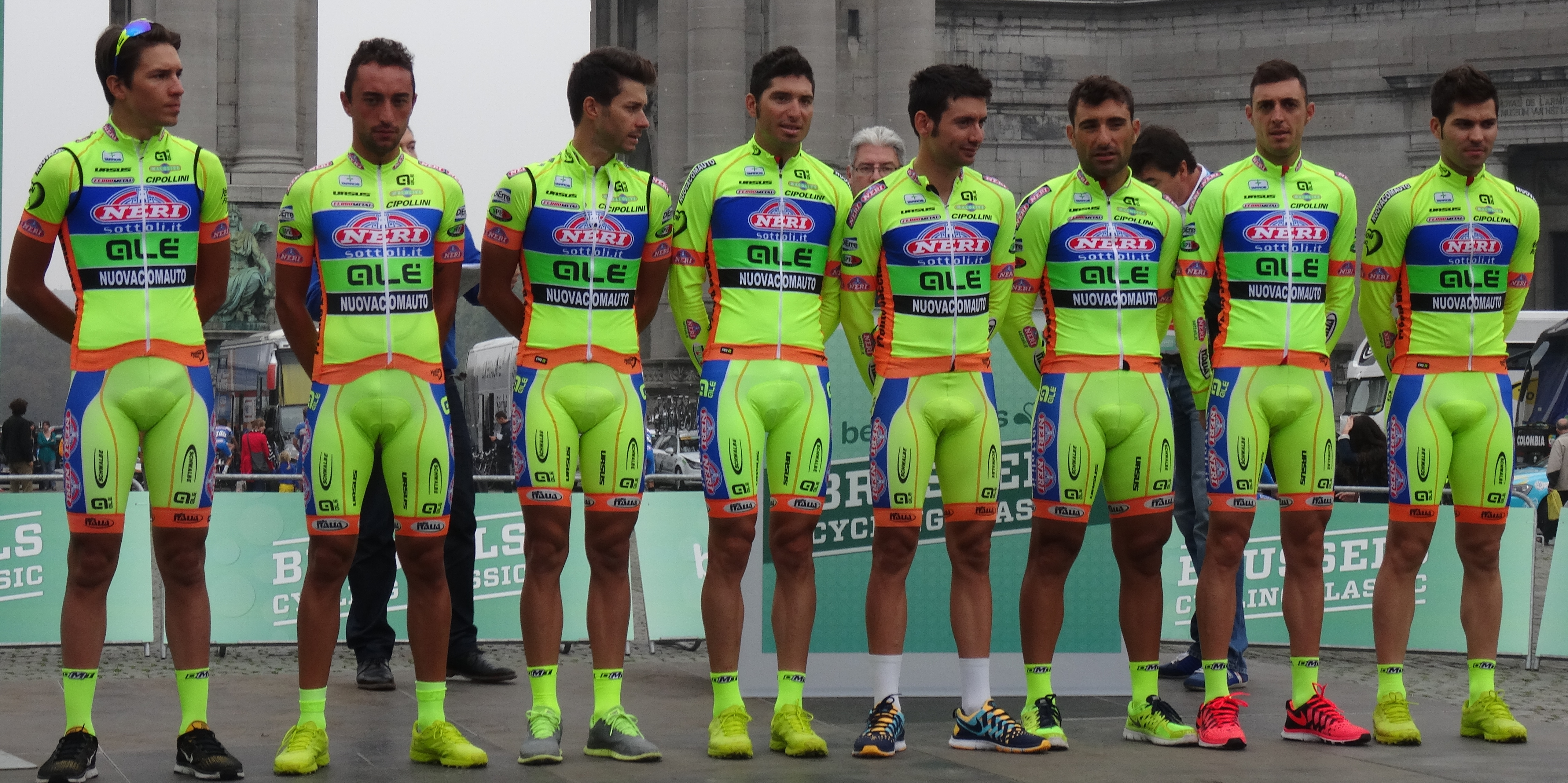
Team Neri Sottoli/2014 in september 2014

Deze pagina geeft een overzicht van de Yellow Fluo wielerploeg in 2014.

## Algemeen
Algemeen manager: Angelo Citracca
Ploegleiders: Luca Scinto, Luca Amoriello, Giuseppe Di Fresco, Marco Vallante
Fietsmerk: Cippolini
Kopman: Matteo Rabottini

## Renners
| Naam                        | Geboortedatum | Nationaliteit | Ploeg 2013                  |
| --------------------------- | ------------- | ------------- | --------------------------- |
| Rafael Andriato             | 20-10-1987    | Brazilië      |                             |
| Gianni Bellini              | 07-02-1992    | Italië        | Neo                         |
| Ramón Carretero             | 26-11-1990    | Panama        |                             |
| Giorgio Cecchinel           | 24-06-1989    | Italië        | Neo                         |
| Francesco Chicchi           | 27-11-1980    | Italië        |                             |
| Daniele Colli               | 19-04-1982    | Italië        |                             |
| Samuele Conti               | 14-09-1991    | Italië        | Neo                         |
| Andrea Dal Col              | 30-04-1991    | Italië        | Neo                         |
| Roberto De Patre            | 13-09-1988    | Italië        |                             |
| Francesco Failli            | 16-12-1983    | Italië        |                             |
| Andrea Fedi                 | 29-05-1991    | Italië        | Ceramica Flaminia-Fondriest |
| Mauro Finetto               | 10-05-1985    | Italië        |                             |
| Giuseppe Fonzi (vanaf 16-5) | 02-08-1991    | Italië        |                             |
| Tomás Gil (vanaf 24-3)      | 23-05-1977    | Venezuela     | Androni Giocattoli          |
| Luigi Miletta               | 08-09-1988    | Italië        |                             |
| Jonathan Monsalve           | 28-06-1989    | Venezuela     |                             |
| Simone Ponzi                | 17-01-1987    | Italië        | Astana                      |
| Mattia Pozzo                | 26-01-1989    | Italië        |                             |
| Matteo Rabottini            | 14-08-1987    | Italië        |                             |
| Fabio Taborre               | 05-06-1985    | Italië        |                             |
| Mirko Tedeschi              | 05-01-1989    | Italië        | Neo                         |

## Overwinningen
Ronde van Táchira
6e etappe: Andrea Dal Col
Grote Prijs van de Etruskische Kust
Winnaar: Simone Ponzi
GP Lugano
Winnaar: Mauro Finetto
Dwars door Drenthe
Winnaar: Simone Ponzi
GP Nobili Rubinetterie
Winnaar: Simone Ponzi
Ronde van Trentino
Bergklassement: Jonathan Monsalve
Ronde van Turkije
Sprintklassement: Mattia Pozzo
Ronde van Venezuela
1e etappe: Francesco Chicchi
2007 · 2008 · 2009 · 2010 · 2011 · 2012 · 2013 · 2014 · 2015 · 2016